# Åsötorget

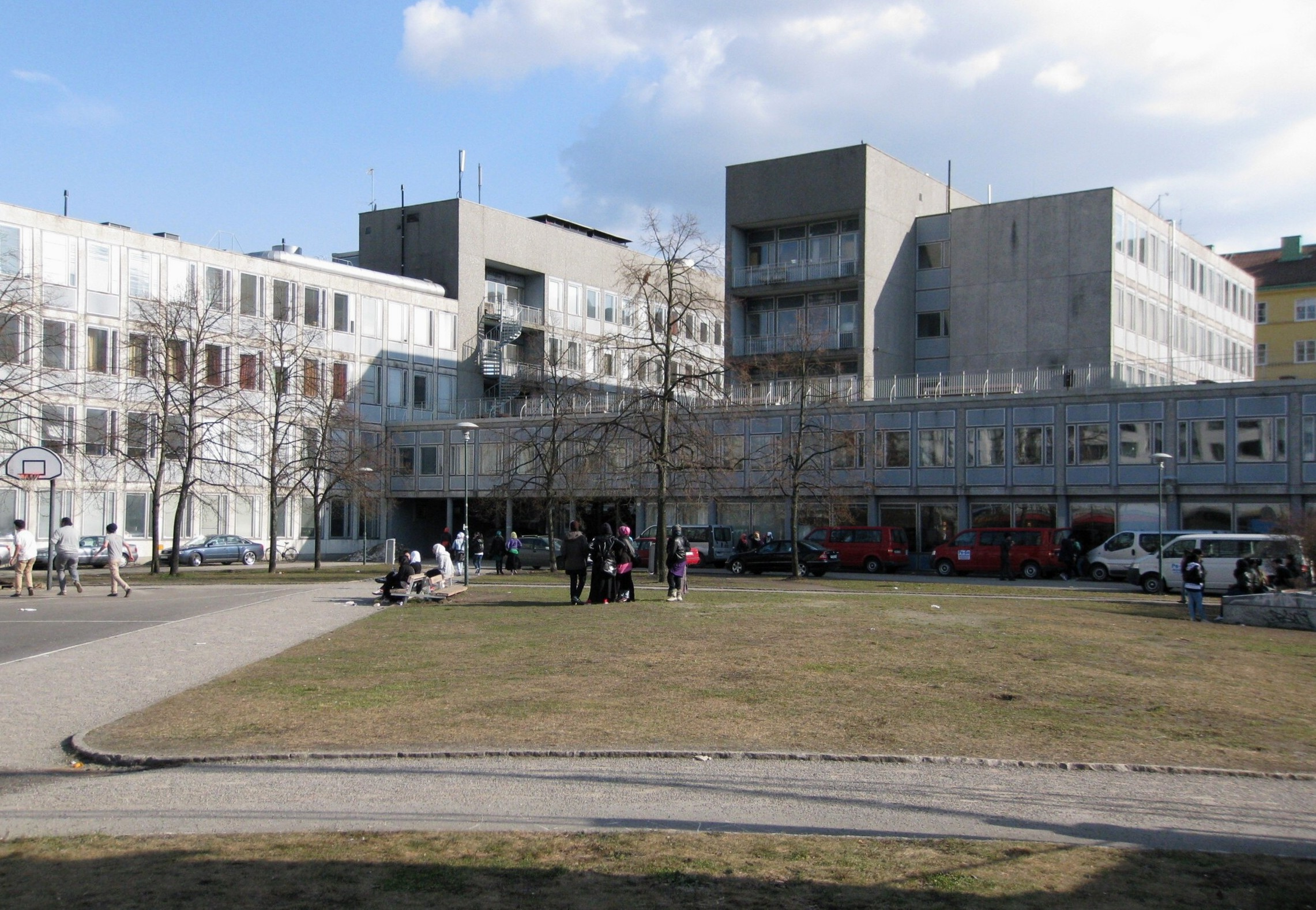
Åsötorget med Åsö gymnasium

Åsötorget är en plats på Södermalm i Stockholm. Platsen ligger strax norr om Åsö gymnasium (i princip gymnasiets skolgård) och begränsas i öst av Anna Lindhs plats och i norr av Vartoftagatan.
Ursprungligen omfattade torget även det fria utrymmet sydväst om Skatteskrapan, men detta område är numera bebyggd med bostadshus och har adress Vartoftagatan. Åsötorget fick sitt namn 1941, då Namnberedningen 1940 föreslog detta namn med motiveringen att ”det är kort och lätt att uttala och framför allt hugfäster det den nuvarande stadsdelen Södermalms ursprungliga namn Åsön”.  Som alternativa namn diskuterades även Fatburstorget, Katarinaplatsen och Bondetorget.
Under Åsötorget passerar Söderledstunneln. Tunnelavsnittet under Åsötorget, Åsö gymnasium och Skatteskrapan anlades redan på 1950- och 1960-talen när dessa uppfördes.